# Németalföld

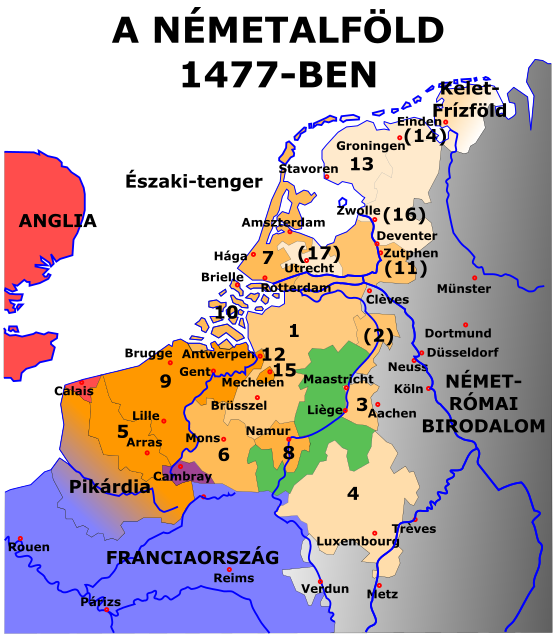
A tizenhét tartomány:
1. Brabanti Hercegség
2. Guelders Hercegség
3. Limburgi Hercegség
4. Luxemburgi Nagyhercegség
5. Atois-i Grófság
6. Hainaut-i Grófság
7. Holland Grófság
8. Namuri Grófság
9. Flamand Grófság
10. Zeelandi Grófság
11. Zuthpheni Grófság
12. Antwerpeni Őrgrófság
13. Friesland uradalom
14. Groningen uradalom
15. Mechelen uradalom
16. Overijssel uradalom
17. Utrechti uradalom

Németalföld történelmi régió, amelyet a tengerszinthez mérten alacsonyan fekvő területek, illetve országok alkottak a Rajna, a Schelde és a Maas (Meuse) folyó torkolatvidékén.

## Neve

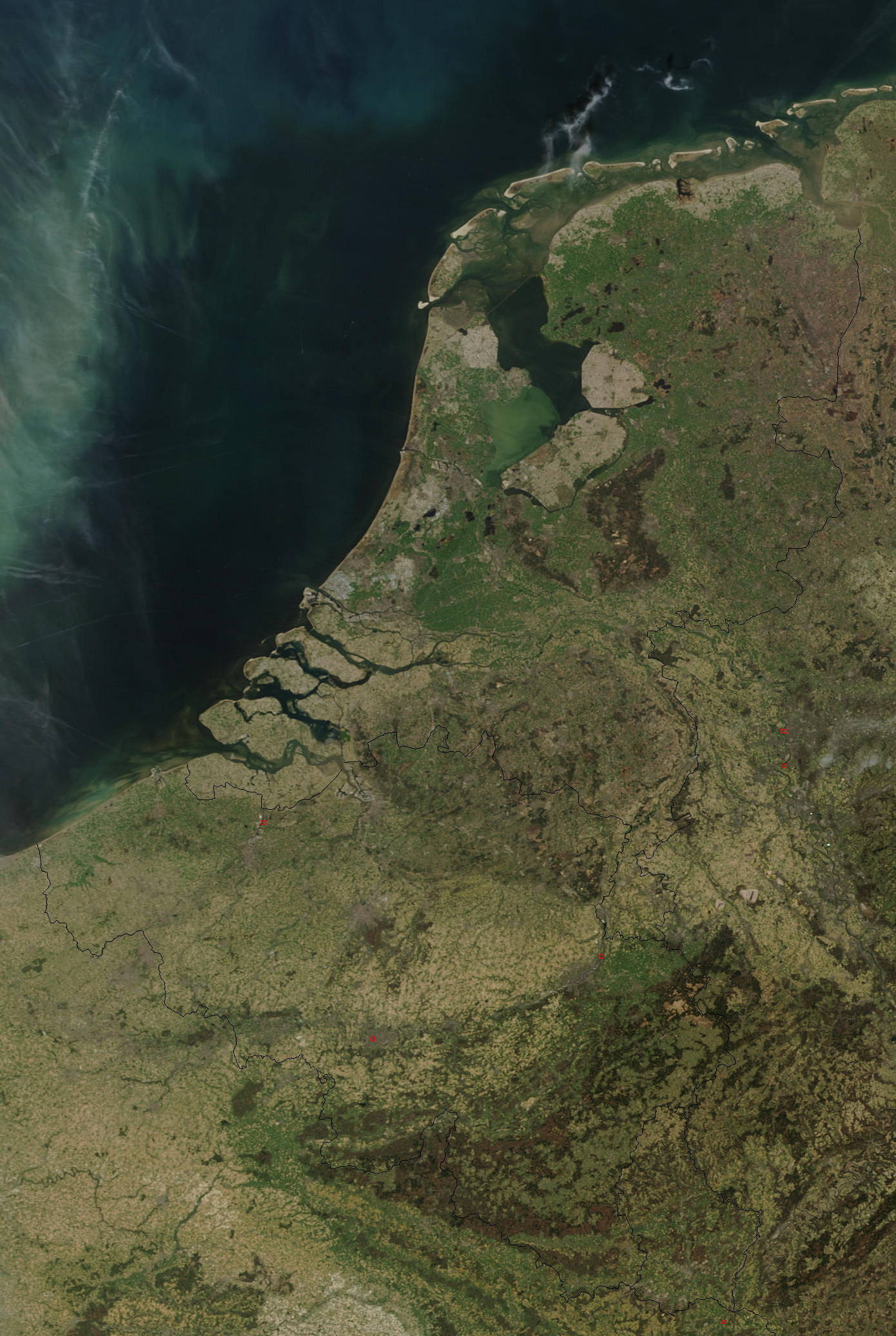
A Németalföld műholdas képe

A név sok nyelvben ismert, de ma már több okból inkább csak történeti fogalomként használják, a magyar nyelvben is.
Területe ugyanis az évszázadok folyamán sokat változott és soha nem is esett pontosan egybe azzal a területtel, amelyet ma Hollandia, Belgium és Luxemburg államok  együtt alkotnak. Többek közt az értelmezési bonyodalmak áthidalására e három ország együttesére a második világháborút követő korszak óta nemzetközileg a Benelux nevet alkalmazzák.
További értelmezési nehézségeket okoz, hogy a Németalföld valamikor legelterjedtebb nemzetközileg használt neve (de Nederlanden) később egyik része, a mai Hollandia neve lett a legtöbb nyelvben (a magyarban nem).

## Története
Németalföld történelmét döntően két tényező határozta meg:
1. a terület több nagy folyó torkolatvidéke.
2. három nagy nemzet (a német, az angol és a francia) ütközőzónájában fekszik.

Az első tényező eredményei a nagy kikötők, amelyekben a tengeren érkező árut átrakták a folyami hajókra, a második tényező eredménye egyfajta kulturális és gazdasági közvetítő szerep.

## Burgundia
Miután a Frank Birodalom felbomlott, Németalföldön számos önálló feudális állam alakult ki. Ezek részben a francia királyok, részben a német-római császárok hűbéresei voltak. Az államocskák többségét először a burgundi hercegek egyesítették uralmuk alatt, de azok sosem váltak egységes gazdasági-társadalmi, illetve nyelvi-kulturális közösséggé.
Különösen megerősödtek a városok; jobban, mint Európa más részein: Flandriát a 13. században már „a városok hazájának” nevezték. Ez eleve nem tette lehetővé a központosítást még az egyes államocskákon belül sem.

## A Tizenhét Tartomány
A burgundi hercegek férfiágának kihalása (Merész Károly, 1477) után Burgundi Mária örökölte a tartományokat, és ezzel azok 1482-ben a Habsburg-házból származó férjéhez, I. Miksa német-római császárhoz kerültek át. Miksa unokája és utóda, V. Károly német-római császár egyesítette uralma alatt az összes németalföldi Habsburg-uradalmat (az utolsó Guelders grófsága volt), és 1543-ban a család spanyol ágának adta azokat, létrehozva a Tizenhét Tartomány egységét. A Tizenhét Tartomány jogrendszerét, örökösödési viszonyait, a Német-római Birodalom szervezetéhez képest eltérő jogállását V. Károly 1549-ben kiadott, Pragmatica sanctiónak nevezett uralkodói rendeletével szabályozta.

### Gazdasági felvirágzás és válság
A Németalföld gazdaságában 1500 körül kezdődött erőteljes fejlődést a Habsburg világbirodalom felvirágzása segítette elő. 1495 és 1520 között Antwerpen lett a nyugati világ legnagyobb kereskedővárosa, az európai tranzitkereskedelem központja, továbbá az amerikai spanyol és a nyugat-afrikai portugál gyarmatáruk legfontosabb behozatali kikötője (az arany- és az ezüstflotta továbbra is Spanyolország, illetve Portugália felé hajózott). A tartományok gazdaságában oly nagy szerepet játszó hagyományos textilipar nem fejlődött, de felvirágzott egy sor egyéb, erősen specializált kisebb iparág, mint például a harangöntés, szőnyegszövés, könyvnyomtatás.
Az erősen változó gabonaárak azonban a lakosság széles rétegei számára komolyan megnehezítették az alapvető élelmiszerek beszerzését. Az Amerika felfedezése utáni első évtizedekben a népesség növekedése, valamint arany és ezüst Európába áramlása  inflációt okozott. Az állam szigorú, általános rendelkezésekkel szorította vissza a koldulást, ami már a 15. században nyugtalanító méreteket öltött.